# NASCAR The Game: 2011
NASCAR The Game: 2011, también conocida como NASCAR 2011: The Game, es la primera edición de la NASCAR The Game serie simulador de carreras. Desarrollado por Eutechnyx y publicado por Activision, que fue lanzado para PlayStation 3 y Xbox 360 el 29 de marzo de 2011, luego de Wii el 24 de mayo. [ 2 ] Es el primer juego de NASCAR desde el contrato entre EA Sports y NASCAR vencida (no incluyendo Gran Turismo 5 ), y la primera por Activision Blizzard ya Racing NASCAR Temporada 2003 (de la Sierra, que más tarde se convirtió en Vivendi Universal Games, y ahora Activision Blizzard).
El juego también cuenta con carreras en línea para 16 jugadores. [ 4 ] Un modelo de daños se incluye con los coches catapultando en el aire y de barril rodando sobre otros. Todos los 23 de la Copa Sprint pistas de carreras se muestran en el juego. Eutechnyx más tarde anunció 43 conductores fueron añadidos al juego, así como algunos otros pilotos que compiten en la Serie Nationwide y la Serie Camping World Truck.

## Jugabilidad
El Juego tiene una Intro Imapactante

### Características
NASCAR The Game: 2011 es el primer juego en relación con la NASCAR desde Eutechnyx. Una de las características es un modo de carrera, lo que permite a los jugadores competir en todas las pistas del calendario 2010/2011 y compiten por un Sprint Cup Series campeonato. El juego también cuenta con daño feroz causados por accidentes en la pista. Algunos tipos de los accidentes incluyen catapultando coches en el aire y el barril de laminación sobre los demás dejando fragmentos del coche, comúnmente llamados restos, esparcidos por la pista. Esta característica permite que todas las áreas del coche para mostrar los daños se acumulan de manera realista, en relación con los impactos durante la carrera. [ 5 ] También se ha mejorado la IA para comparar con las características de los conductores reales. [ 6 ] El jugador es capaz de sintonizar y ajustar su manejo del coche, y cambiar el color de la pintura, calcomanías, números y logotipos de los patrocinadores. Los controles y HUD son completamente adaptables también. También hay un símbolo de desplazamiento en la parte superior de la pantalla durante una carrera con cambios que incluyen la cantidad de tiempo por detrás del líder, el tiempo detrás del coche de delante de ti, y el tiempo delante del coche detrás de usted. [ 5 ]
Otras características de juego incluyen paradas en boxes y observadores. La función de parada en boxes muestra el equipo de boxes cambiando los neumáticos y alimentando el coche. Paradas en boxes promedio 14 segundos. Cada animación fue realmente fotografiado desde equipos de la Copa Sprint de reales. La función de observador informa al jugador de los conductores en la carrera que les ayuda, tales como la redacción golpe, bloqueo y honda. El observador también alerta al jugador de cualquier peligro que suceden por delante, así como detrás. Sugerencias Por otra parte, el observador ha calculado sobre la estrategia de pits, como el nivel de combustible, desgaste de los neumáticos, el número de vueltas para el final, y la posición del jugador en la carrera y en la tabla de puntos. [ 5 ] El juego tiene un modo interactivo celebración donde los jugadores puede hacer burnouts y su vuelta de honor, también. Entonces, el jugador va a una animación que implica una celebración fuera de coche, que si eres Carl Edwards, puede resultar en una voltereta hacia atrás fuera del coche. Si él o ella está en el modo carrera, van a ir a la línea de la victoria y el pop la botella ceremoniosa y verter todo en su equipo. [ 7 ] En el juego, los jugadores pueden ganar puntos de experiencia NASCAR para desbloquear recompensas. Algunas recompensas incluyen patrocinios de carreras y carreras especiales durante el modo carrera. Estas carreras especiales se llaman "eventos por invitación". Lo que estos hacen es permitir a desbloquear los regímenes especiales de encargo de la pintura después de completar cada desafío en cada caso. [ 8 ]
Similar con la temporada de 2010 y 2011, el juego cuenta con las 22 pistas que la serie de la Copa Sprint compite en adelante, con la adición de Kentucky Speedway, que celebró una carrera en el año 2011. [ 5 ] El juego incluye 43 competidores, sin embargo, solo 40 habían competido en la serie de la Copa Sprint. Más notablemente, Regan Smith, de Tony Raines, y Joe Nemechek están ausentes del juego. Jennifer Jo Cobb y Ryan Truex todavía tenían que competir en la serie de la Copa. Otros pilotos como Aric Almirola, Todd Bodine, y Michael Waltrip solo intentaron algunas carreras en la temporada anterior. Un objeto de la discordia es que algunos conductores de coches pilotados representante de esquemas impulsados en otras series.

## Banda sonora
Las siguientes canciones aparecen en el juego.
| Artist                      | Song                      |
| --------------------------- | ------------------------- |
| ZZ Top                      | "La Grange"               |
| Stereomud                   | "Show Me"                 |
| Black Rebel Motorcycle Club | "Mama Taught Me Better"   |
| Submersed                   | "Better Think Again"      |
| 12 Stones                   | "Anthem for the Underdog" |
| Slaughter                   | "The Wild Life"           |
| Rivers Monroe               | "Meteors"                 |
| Lisa Palleschi              | "Go!"                     |
| Shovelhook                  | "Get Up"                  |

## Desarrollo
El juego fue anunciado oficialmente el 29 de septiembre de 2010 por Activision y Eutechnyx, [ 10 ] a pesar de que había rumores de un nuevo juego de NASCAR desde la expiración del contrato de NASCAR con EA Sports. [ 11 ] El anuncio incluye las plataformas de juego habrá compatible con, como PlayStation 3, Xbox 360 y Wii. [ 10 ] El 3 de octubre de 2010, el primer tráiler del juego fue introducido en velocidad 's NASCAR Race Day espectáculo. [ 12 ] Desde entonces, muchos las capturas han sido liberados. [ 13 ] El 11 de enero de 2011, la cubierta de la caja para el juego fue lanzado. [ 14 ] primero anunciado la fecha de lanzamiento del juego fue de 15 de febrero de 2011, sin embargo los desarrolladores anunció un retraso de seis semanas en enero de 2011 y una nueva fecha de lanzamiento del 29 de marzo de 2011. Los desarrolladores citó la necesidad de incluir características adicionales, prueba de errores, y ajustar el modo de juego como su razonamiento por el retraso. [ 15 ] Sin embargo, la versión Wii del juego, se retrasó aún más al 24 de mayo de 2011. Al igual que en los juegos de EA Sports, no hay patrocinadores alcohólicas. Además, Kevin Harvick 's 2.010 patrocinador, Shell / Pennzoil, se omite en el juego, en lugar de ser reemplazado con logotipos RCR (el 2011 alterno ( Jimmy John y Rheem ) libreas no estaban disponibles en el desarrollo; el esquema primario 2011 es un esquema de alcohol ). Un parche más tarde se hizo lo que el Harvick # 29 se muestra el esquema de la Jimmy John solamente.

## Recepción
El juego en general ha recibido críticas mixtas. GameSpot dio al juego un 6.0 / 10, citando que "Cuando el juego encuentra su ranura, proporciona una buena sensación de tensión agradable que premia la conducción inteligente y controlado. Por desgracia, la mayor profundidad que cavan, más profundo es el agujero de NASCAR 2011 excava en sí. " [ 22 ] El crítico, Kevin VanOrd, criticaron el juego en línea fallan y las banderas amarillas erráticos. Juego de Noticias de la Industria revisor Todd Hargosh dio el juego 3 de 5 "joyas", declarando que el juego en general fue un "esfuerzo de primer año [ 23 ] "para Eutechnyx. IGN dio una revisión similar, clasificándolo 6.0 / 10 [ 24 ] Sin embargo, la versión de Wii críticas eran en su mayoría negativas. IGN dio al juego un 4.5 / 10, afirmando que "incluso si sangra NASCAR, NASCAR The Game 2011 simplemente no entrega. A pesar de que ofrece un poco de diversión, la falta de delicadeza de control, gráficos pobres, y la personalización falta lo convierten en uno para dejarla pasar "

## Parches
Tras la liberación, NASCAR el juego: 2011 estuvo plagado de errores, incluyendo el infame 'banda elástica' bug y 'creciente' bug. El juego fue pesado criticado debido a los problemas técnicos y bugs. Después de eso, Eutechnyx liberado 3 parches a partir del 22 de diciembre de 2011.

### Parche 1
El Parche 1 fue puesto en libertad el día de la liberación, y acaba de añadir algunas de las especificaciones para el juego.

### Parche 2
Un segundo parche fue lanzado el 1 de agosto de 2011 y fija algunos de los errores y problemas técnicos que estaban en juego. Sin embargo, también crea algunos nuevos problemas. El parche fue revisado negativamente; parcialmente porque se retrasó durante 4 meses antes de ser liberado.

### Parche 3
Eutechnyx liberado Patch 3 el 22 de diciembre de 2011 para la PS3, en la Xbox360 sin embargo, fue puesto en libertad el 4 de enero de 2012. La mayor parte de las revisiones fuera por línea y el modelo de daño.